# سوسن غيتس
سوسن غيتس (باللاتينية: Iris gatesii) هو أحد أنواع السوسن من الفصيلة السوسنية.

## الموئل والانتشار
ينتشر في بلاد الشام وتركيا.